# یوشیهیرو هاماگوچی
یوشیهیرو هاماگوچی (انگلیسی: Yoshihiro Hamaguchi؛ ۲۳ ژوئن ۱۹۲۶ – ۹ اوت ۲۰۱۱) شناگر اهل ژاپن بود.
وی در مسابقات کشوری و بین‌المللی در مجموع برندهٔ ۱ مدال نقره شده‌است.